# Vimpelnattskärra
Vimpelnattskärra (Caprimulgus longipennis) är en fågel i familjen nattskärror.

## Utbredning och systematik
Fågeln förekommer under häckningstid från Senegal och Gambia till Liberia, vidare österut till sydvästra Sydsudan, nordöstra Demokratiska republiken Kongo samt nordvästra Uganda. Den förekommer i södra delen av området under häckningstid, men häckning har inte konstaterats. Utanför häckningstid förekommer den norrut och österut från södra Mauretanien och norra Senegal till centrala Tchad, södra Sudan, östra Sydsudan, centrala Uganda, Eritrea, västra Etiopien och västra Kenya.
Tidigare placerades den tillsammans med flaggnattskärra i släktet Macrodipteryx. 

## Status
Arten har ett stort utbredningsområde och beståndet anses vara stabilt. Internationella naturvårdsunionen IUCN listar den därför som livskraftig (LC).